# Барон Багге
Барон Багге (нем. Der Baron Bagge) — новелла Александра Лернета-Холения, впервые опубликованная издательством S. Fischer Verlag в 1936 году. Она считается одним из самых значительных произведений автора и главным произведением фантастической литературы в Австрии.

## Содержание
Предыстория происходит в Австрии в неустановленный момент времени во времена Первой республики. Во время приема у министра сельского хозяйства (исторически правильно: Федерального министерства сельского и лесного хозяйства) происходит скандал. Некий барон Багге, живущий уединенно как землевладелец в Каринтии, обвиняется в том, что из-за него две убитые горем молодые женщины покончили жизнь самоубийством. Однако анонимный рассказчик от первого лица может помочь разрешить неловкую ситуацию. Багге и молодой человек покидают министерство. На улице Багге просвещает своего молодого спутника, подтверждая, что две женщины на самом деле напрасно решили выйти за него замуж. Однако это было невозможно. Затем Багге рассказывает свою необычную историю.
Действие переносится в начало Первой мировой войны. Рассказчик теперь Багге. Зимой 1915 года он был офицером своей конной части в северо-восточном углу Венгрии, недалеко от города Токай. Главнокомандующим Багге является ротмистр фон Семлер, угрюмый и трудный человек, чья семья была предметом многочисленных историй о привидениях. Хотя это и не объяснялось более подробно, участники уже знали о начинающемся анахронизме конной войны. Атмосфера бесполезности окружает действие с самого начала. Кавалерийское подразделение Багге выполняет разведывательную миссию на севере. У моста эскадрилья участвует в дерзкой атаке против русских пулеметов из-за импульсивного приказа Семлера, которая, вопреки ожиданиям, оказывается успешной. Всадники скачут по мосту. Во время битвы Багге попадает в грудь и висок летящими камнями, но серьёзно он не ранен.
Вскоре после этого подразделение прибывает в гарнизонный городок Надь-Михай. Солдат тепло приветствуют. Происходит знакомство с ведущими семьями города, в том числе с Сент-Кирали, друзьями матери Багге. Багге влюбляется в дочь Сент-Киралы, столь же красивую, сколь и загадочную, и вступает с ней в страстные отношения. Они женятся. Однако Багге все чаще сомневается в своих сенсорных восприятиях; странно мирная и праздничная атмосфера города сбивает его с толку. Кроме того, вражеские войска больше не видны на всей территории.
Сразу после свадьбы ротмистр Семлер приказывает отбыть; он тоже беспокоен и надеется найти врага дальше на север. Эскадра идет через Венгрию в течение нескольких дней, и пейзаж становится все темнее и темнее. Когда наконец-то снова приходится переходить реку, Багге осознает нереальность происходящего и не переходит мост, пока по нему едут его товарищи. Только теперь выясняется, что все переживания с момента пересечения первого моста восемью днями ранее были состоянием, подобным сну. На самом деле почти все члены эскадрильи погибли под огнём русских пулемётов. Багге был тяжело ранен.
Новелла покидает Первую мировую войну в конце и возвращается к предыстории. Багге размышляет и интерпретирует для своего юного слушателя произошедшее: после нападения он провел восемь дней в больнице в сумеречном состоянии между жизнью и смертью, а его товарищи перешли границу в загробный мир. После войны Багге снова поехал в Венгрию и искал следы. В частности, перед ним стоит его любовь к Шарлотте. Он находит сельскую местность и города такими, какими он видел их во сне. Но сходство поразительное. Они соответствуют действительности, но отклоняются от неё в решающих аспектах. Люди, которых он встретил во сне, на самом деле мертвы. Также была настоящая Шарлотта, но эта покойная молодая женщина имеет с паутиной снов только общее имя. Снова Багге прибывает на тот же мост. Но он до сих пор не решается пересечь его.